# Mezoregion Niziny Sępopolskiej
Mezoregion Niziny Sępopolskiej (II.1) – mezoregion przyrodniczo-leśny w Krainie Mazursko-Podlaskiej.
Mezoregion położony jest w północno-wschodniej Polsce w woj. warmińsko-mazurskim. Graniczy z mezoregionami: Pojezierza Mrągowskiego, Wielkich Jezior Mazurskich (Kraina Mazursko-Podlaska), Pojezierza Iławskiego, Warmińskim (Kraina Bałtycka). Powierzchnia mezoregionu wynosi 1656km². Region pokrywa się w dużym stopniu z mezoregionem fizycznogeograficznym Nizina Sępopolska.
Lasy i ekosystemy seminaturalne zajmują ok. 16% powierzchni regionu, z czego same lasy ok. 15% (ok. 253km²). 92% powierzchni lasów zarządzanych jest przez Regionalną Dyrekcję Lasów Państwowych w Olsztynie (nadleśnictwa: Górowo Iławeckie – część wschodnia, Bartoszyce – część północna, Srokowo – część północna). Lasy tworzą niewielkie kompleksy, największe z nich znajdują się w północno-zachodniej części regionu w okolicach Bezled.
W regionie dominują krajobrazy naturalne glacjalne równinne i faliste, rzadko pagórkowate. W dolinie Łyny występują niewielkie powierzchnie krajobrazów zalewowych den dolin akumulacyjnych. Region stanowi dużą nieckę położoną na wysokości ok. 40 m n.p.m., utworzoną w fazie pomorskiej zlodowacenia Wisły. Wypełniona jest ona plejstoceńskimi utworami geologicznymi, jak gliny zwałowe, piaski i żwiry. Na obrzeżach występują wzgórza kemowe i moreny czołowe dochodzące do wysokości 100 m n.p.m. W płaskie dno doliny wcinają się doliny rzek Łyna i Guber, zawierające holoceńskie piaski, żwiry, mady rzeczne, torfy i namuły. Znajdują się tam również niewielkie obszary piasków i żwirów sandrowych. Na wschód od Sępopola w okolicach rzeki Guber występują plejstoceńskie iły i piaski zastoiskowe z żyznymi glebami.
Wśród roślinności dominują grądy w wariancie typowym oraz podwariancie z dużym udziałem łęgów jesionowo-olszowych i olsów.  W zachodniej części regionu występują niewielkie obszary grądów z udziałem borów mieszanych.